# Ângela de Almeida
Ângela Maria Bento Rodrigues Nunes Saraiva de Almeida (nascida em 1971) é uma política portuguesa, sendo atualmente Presidente de Junta de Freguesia e tendo sido Deputada na Assembleia da República. Como militante do Partido Social Democrata (PSD), foi eleita Presidente da Junta de Freguesia de Esgueira, em 2017 e re-eleita em 2021, foi ainda eleita deputada à 16.ª legislatura da Assembleia da República Portuguesa em 2024. 

## Início da vida e educação
Ângela Almeida nasceu em 10 de agosto de 1971. Licenciou-se em Português, Latim e Grego e trabalhou como professora. Ângela Almeida foi também catequista na Paróquia de Esgueira.
Na altura da sua eleição para a Assembleia da República, era membro da direcção da Associação Nacional de Freguesias (ANAFRE) e presidente da Junta de Freguesia de Esgueira, uma freguesia do concelho de Aveiro . 

## Carreira política
Como membro do PSD, Ângela Almeida tornou-se membro da Junta de Freguesia de Esgueira em 2009 e Presidente do Executivo da Junta de Freguesia em 2013, cargo que exerce, desde 2024, em regime de não permanência. Ela foi reeleita prefeita em 2017 e em 2021. Nas eleições legislativas de 2024, após a renúncia do primeiro-ministro socialista António Costa, o PSD formou uma aliança para as eleições com dois partidos menores, conhecidos como Aliança Democrática (AD). Ângela Almeida foi escolhida para ser a terceira na lista de candidatos da AD pelo círculo eleitoral de Aveiro . A AD ganhou 7 dos 16 assentos disponíveis e, portanto, Ângela Almeida foi devidamente eleita para a Assembleia.     
Na Assembleia, foi nomeada membro da Comissão de Educação e Ciência. As suas duas primeiras intervenções no plenário da Assembleia foram para defender a redução gradual das portagens e recomendar que o Governo avaliasse o reembolso dos custos de um suplemento alimentar específico para pessoas com doença de Crohn. 
Em março de 2025, surgiram dúvidas sobre as habilitações académicas de Ângela Almeida, que se apresentava como licenciada em Português, Latim e Grego pela Universidade de Aveiro. A Rádio Universitária de Aveiro (Ria) recebeu uma denúncia anónima e solicitou esclarecimentos à instituição, que confirmou que Ângela Almeida frequentou o curso mas não o concluiu.
Confrontada com estas informações, Ângela Almeida afirmou que não comentava "perfis falsos" e "documentos falsos", acrescentando: "Eu não preciso de provar nada a ninguém, está tudo provado".